# Hegyhátszentmárton
Hegyhátszentmárton (em alemão: Ruprecht) é um município da Hungria, situado no condado de Vas. Tem 12,74 km² de área e sua população em 2015 foi estimada em 57 habitantes.